# Scopula amphiphracta
Scopula amphiphracta là một loài bướm đêm trong họ Geometridae.